# 瓦茨拉夫二世 (奧帕瓦)
瓦茨拉夫二世（捷克語：Václav II. Opavský，約1397年—約1446年），奧帕瓦公國，普熱米斯爾一世的長子。

## 家庭
1420年左右，瓦茨拉夫與克拉瓦熱的伊莉莎白結婚，兩人共有2子1女：
1. 哈努斯（約1420年—1454年）
2. 揚三世（約1425年—約1485年）
3. 安娜（？年—1478年）